# Wilpshire
Wilpshire – wieś w Anglii, w hrabstwie Lancashire, w dystrykcie Ribble Valley. Leży 39 km na północny zachód od miasta Manchester i 298 km na północny zachód od Londynu.